# Перемишльсько-Варшавська митрополія
Перемишльсько-Варшавська митрополія (пол. Metropolia przemysko-warszawska, лат. Metropoli Premisliensis-Varsaviensis ritus byzantini ucraini) — митрополія Української греко-католицької церкви в Польщі, утворена в результаті реорганізації структур цієї Церкви на території Польщі 1996 року. Як і попередня — Перемиська митрополія — охоплює територію всієї країни. До складу митрополії входить три єпархії:
- Перемисько-Варшавська архієпархія
- Вроцлавсько-Кошалінська єпархія
- Ольштинсько-Ґданська єпархія

## Історія
6 лютого 2023 року Перемишльсько-Варшавська митрополія, зважаючи на попереднє рішення УГКЦ в Україні та висловленні думки Делегатів спільного Єпархіального Собору в Поршевиці в червні 2022 року, ухвалила рішення перейти на новоюліанський календар з 1 вересня 2023 року.

## Галарея

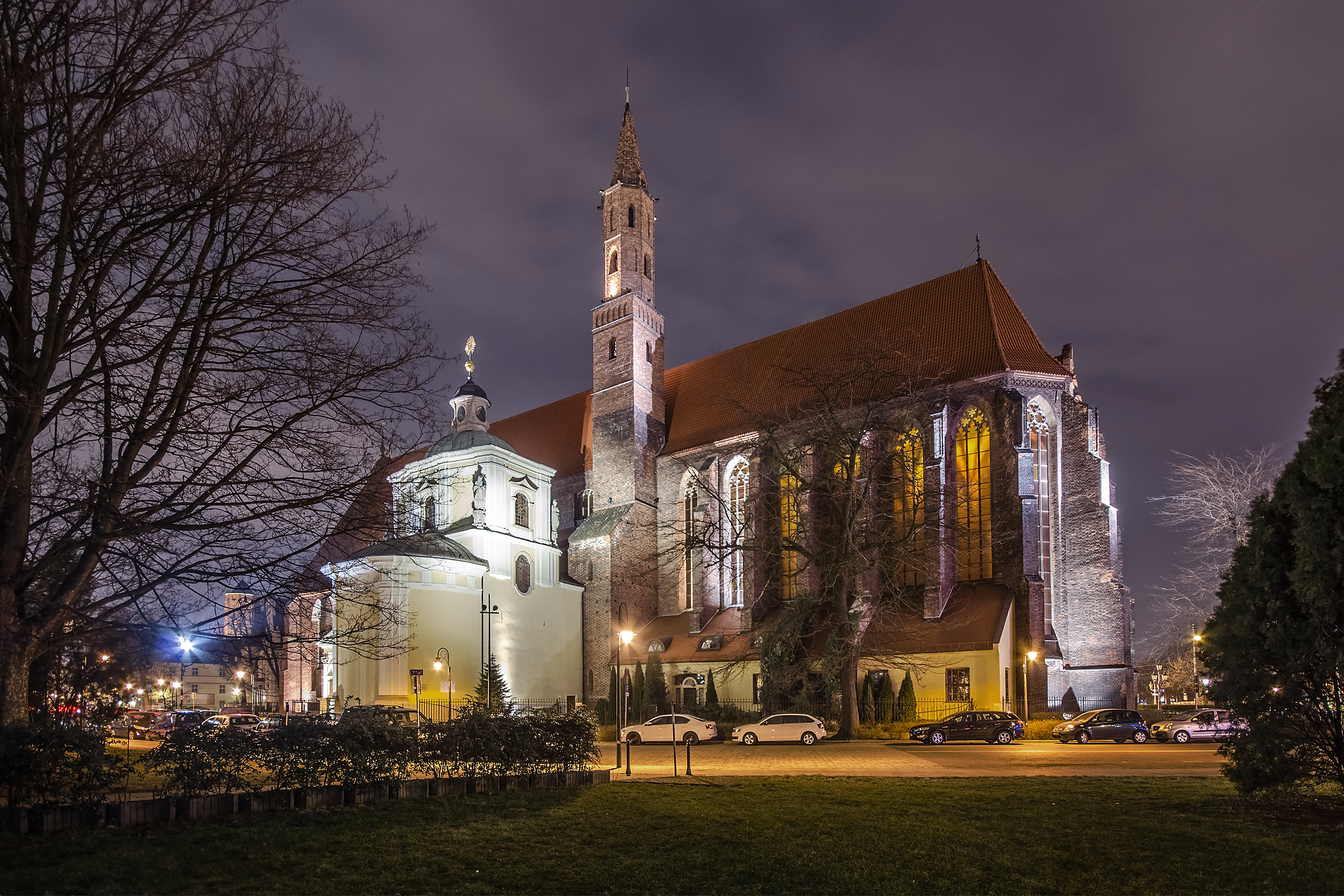
Собор св. Вікентія і св. Якова у Вроцлаві
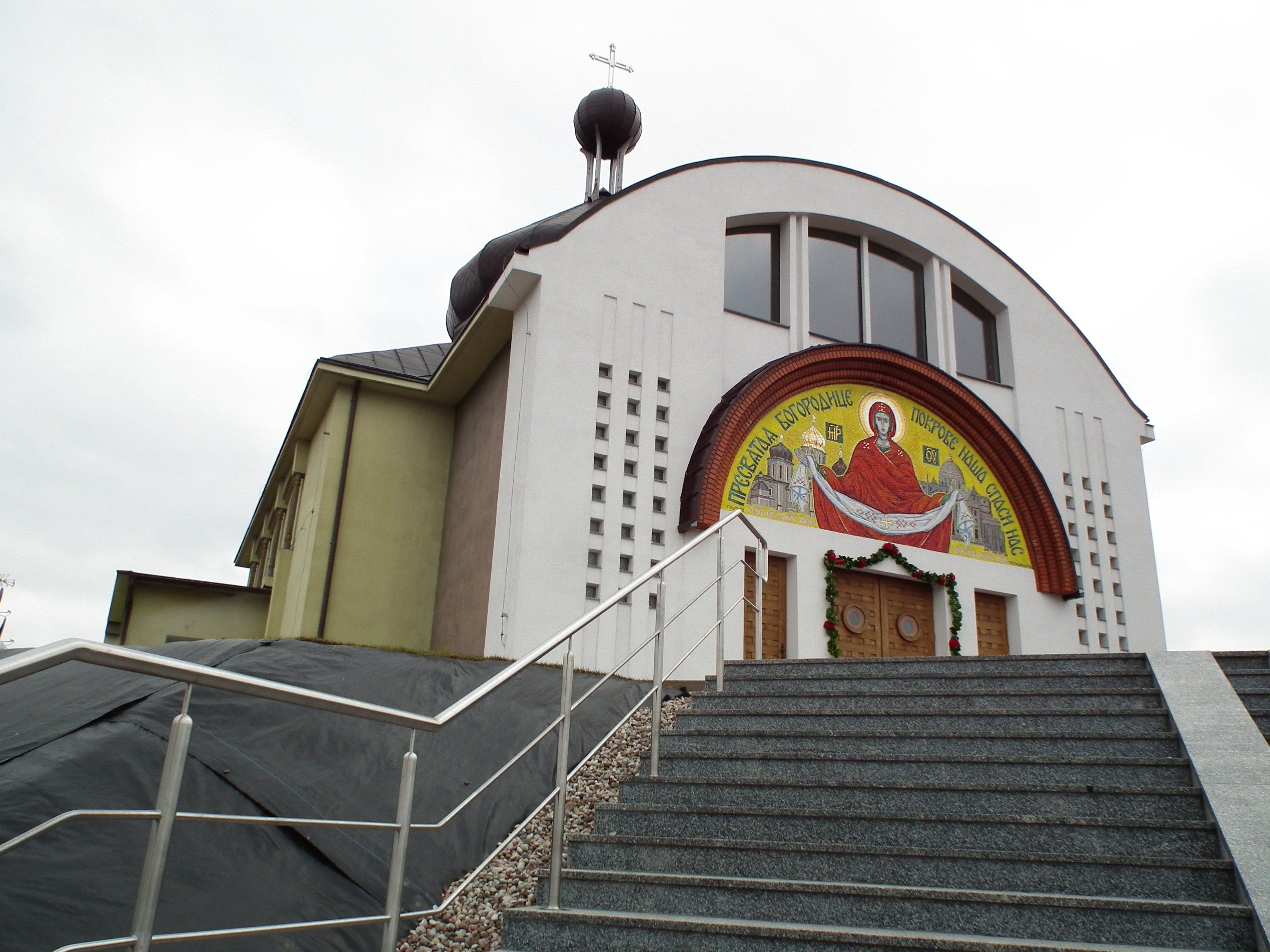
Собор Покрови (Опіки) Пресвятої Богородиці в Ольштині
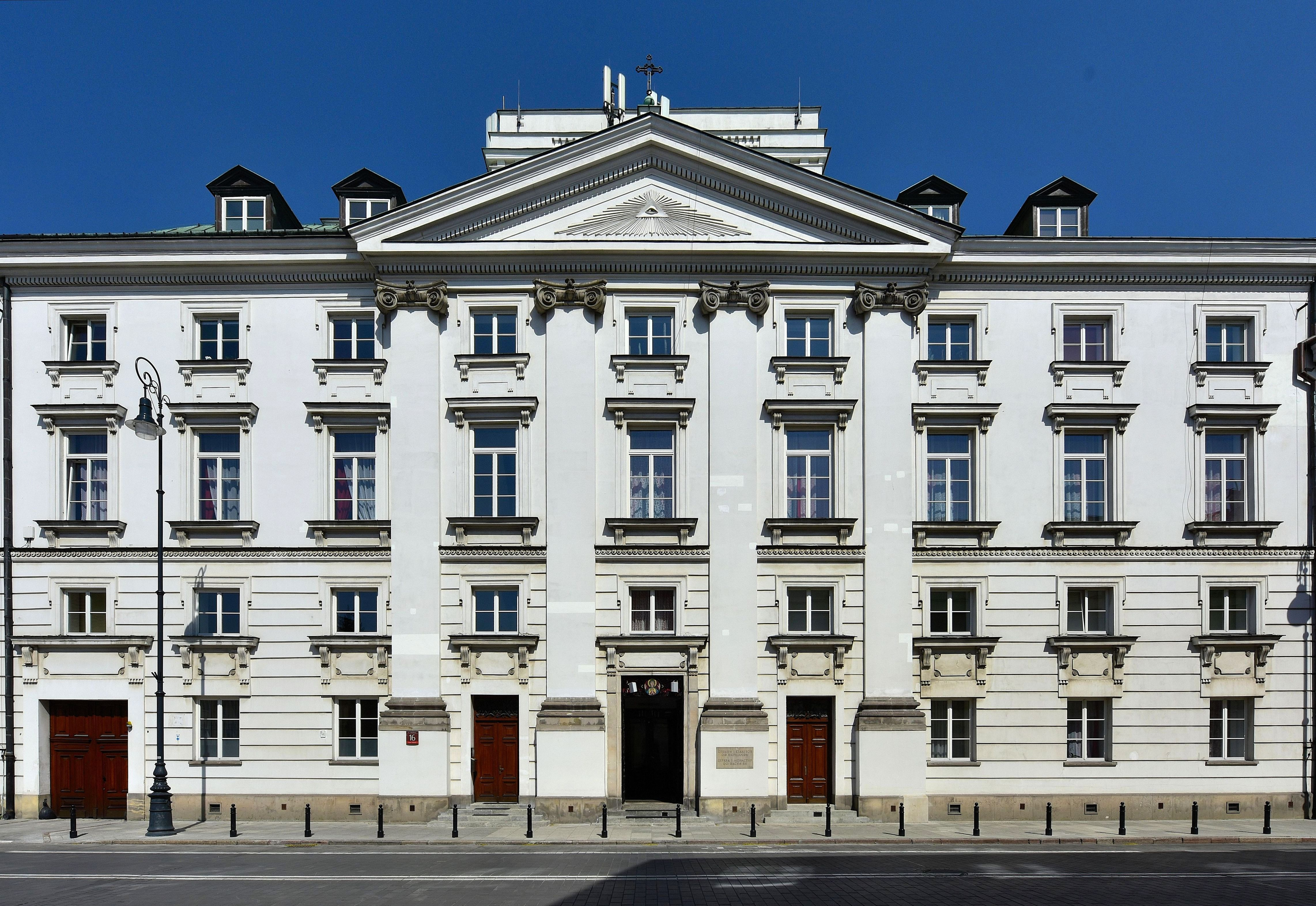
Співкатедральний собор Успіння Пресвятої Богородиці та монастир св. Йосафата, єпископа і мученика у Варшаві
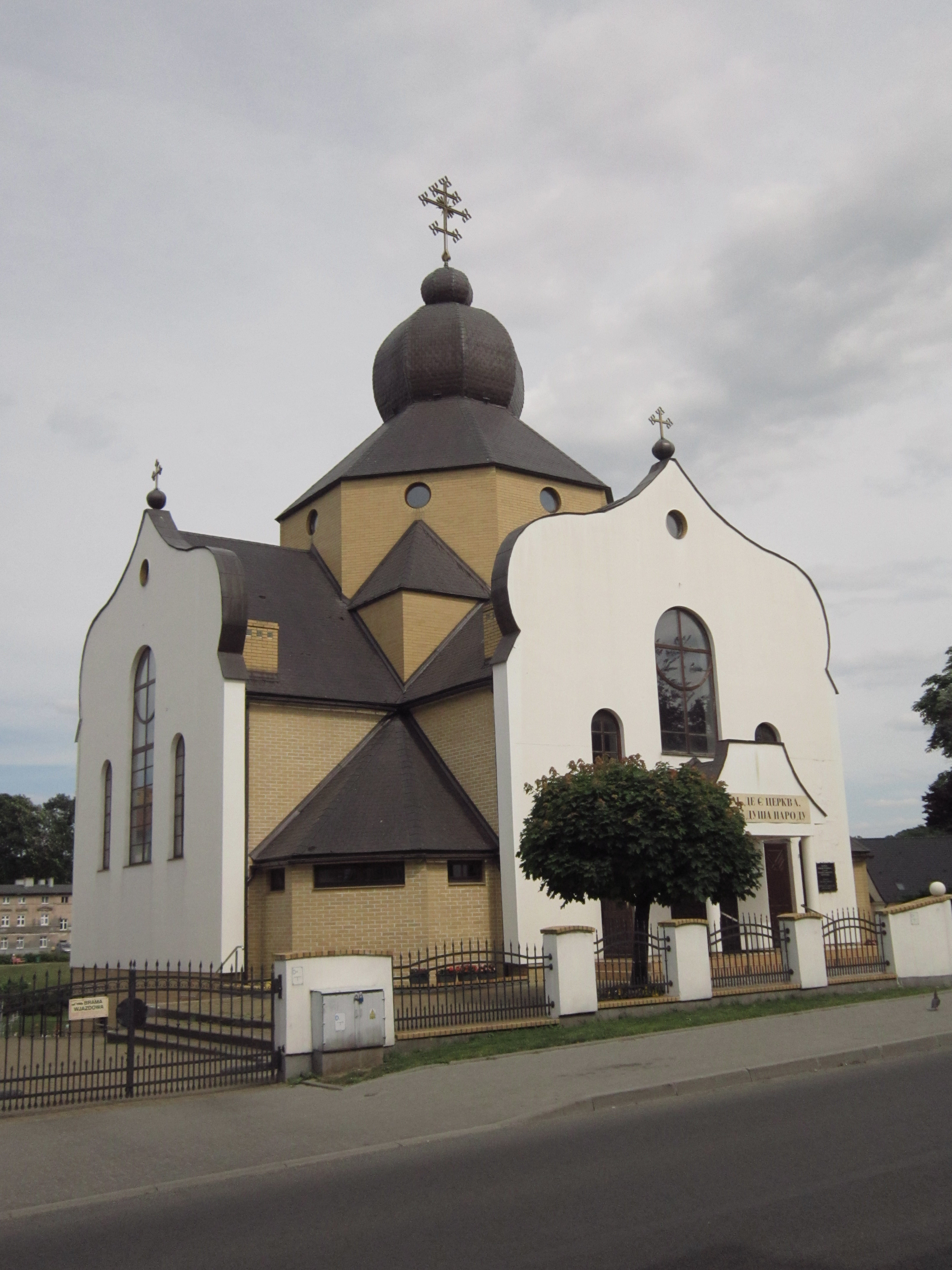
Співкатедральний собор Успіння Пресвятої Богородиці в Кошаліні
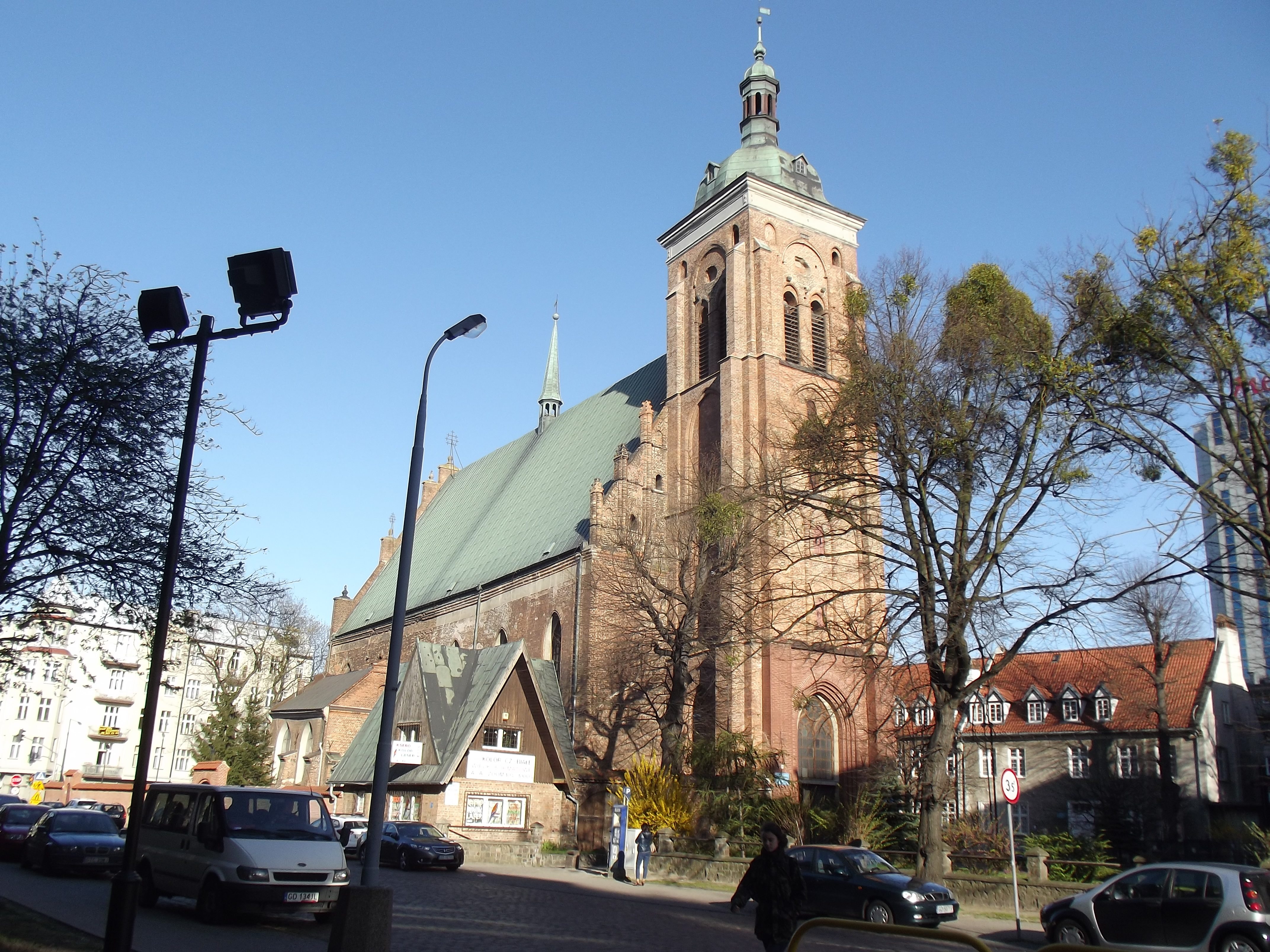
Собор Святого Патрика Вартоломія та Покрови Пресвятої Богородиці в Ґданську